# Elezioni federali in Germania del 1983
Le elezioni federali nella Repubblica Federale di Germania del 1983 si tennero il 6 marzo per il rinnovo del Bundestag. Per la seconda volta si dovette ricorrere alle elezioni anticipate, dopo quelle del 1972.
Si recarono alle urne l'89,1% dei cittadini aventi diritto al voto.
La coalizione CSU\CDU-FDP rimase al governo del paese con Helmut Kohl cancelliere. Per la prima volta, i Verdi riuscirono ad eleggere dei loro membri in parlamento.

## Risultati
| Liste                                          | Maggioritario | Maggioritario | Maggioritario | Proporzionale | Proporzionale | Proporzionale | BB | Totale seggi |
| Liste                                          | Voti          | %             | Seggi         | Voti          | %             | Seggi         | BB | Totale seggi |
| ---------------------------------------------- | ------------- | ------------- | ------------- | ------------- | ------------- | ------------- | -- | ------------ |
| Partito Socialdemocratico di Germania (SPD)    | 15.686.033    | 40,38         | 68            | 14.865.807    | 38,18         | 125           | 9  | 202          |
| Unione Cristiano-Democratica di Germania (CDU) | 15.943.460    | 41,04         | 136           | 14.857.680    | 38,15         | 55            | 11 | 202          |
| Unione Cristiano-Sociale in Baviera (CSU)      | 4.318.800     | 11,12         | 44            | 4.140.865     | 10,63         | 9             | -  | 53           |
| Partito Liberale Democratico (FDP)             | 1.087.918     | 2,80          | -             | 2.706.942     | 6,95          | 34            | 1  | 35           |
| I Verdi                                        | 1.609.855     | 4,14          | -             | 2.167.431     | 5,57          | 27            | 1  | 28           |
| Partito Nazionaldemocratico di Germania        | 57.112        | 0,15          | -             | 91.095        | 0,23          | -             | -  | -            |
| Partito Comunista Tedesco                      | 96.143        | 0,25          | -             | 64.986        | 0,17          | -             | -  | -            |
| Altri <0,10%                                   | 46.032        | 0,12          | -             | 48.881        | 0,12          | -             | -  | -            |
| Totale                                         | 38.845.353    |               | 248           | 38.940.687    |               | 250           | 22 | 520          |